# Massief van Stavelot
Het Massief van Stavelot is een geologisch massief in de Ardennen, dat voor het grootste deel dagzoomt in België maar, daarna nog over de grens met Duitsland doorloopt.
Het massief is opgebouwd uit gesteenten uit het Vroeg-Paleozoïcum. Het is hard gesteente, dat buiten het massief door Laat-Paleozoïsche minder harde kalksteen en zandsteen wordt bedekt. Al het gesteente is tijdens de Hercynische gebergtevorming, omstreeks 350 Ma geleden, geplooid tot een enorme NO-ZW lopende anticline, de Anticline van de Ardennen. Deze plooien van verschillend Vroeg-Paleozoïsche gesteente komen op sommige plekken de aan het oppervlak. Andere massieven zijn het kleine Massief van Serpont, het Massief van Rocroi en het Massief van Givonne.
Het gesteente vormt doordat het zo hard is een verhoging in het landschap, het plateau van de Hoge Venen met de hoogste punten van België. Het Vroeg-Paleozoïsche gesteente uit deze omgeving uit het Laat-Cambrium en Ordovicium bestaat uit kwartsieten en fyllieten en vertoont veel sporen van deformatie. Dit is tijdens de Hercynische en Caledonische gebergtevormingen gebeurd. De deformatie uit zich in plooien, kwartsaders, overschuivingen, andere breuken en aan de zuidoostelijke rand een metamorfe zone.
Midden in het Massief van Stavelot ligt, in ruwweg noordoost-zuidwestelijke strekking, een strook van compleet andere gesteente, het kalkrijke Conglomeraat van Malmedy tussen Basse-Bodeux en Xhoffraix. De ouderdom ervan is moeilijk te achterhalen maar het gesteente komt waarschijnlijk uit het Perm. Het conglomeraat is in de Graben van Malmédy afgezet, die door de loop van de Warche wordt gevolgd. De insnijding van deze rivier heeft in de omgeving van Malmedy tot duidelijke ontsluitingen geleid.